# Гардина (Калифорнија)
Гардина (енгл. Gardena) град је у америчкој савезној држави Калифорнија. По попису становништва из 2010. у њему је живело 58.829 становника.

## Демографија
Према попису становништва из 2010. у граду је живело 58.829 становника, што је 1.083 (1,9%) становника више него 2000. године.
| Група             | 2000.          | 2010.          |
| Белци             | 7.064 (12,2%)  | 5.484 (9,3%)   |
| Афроамериканци    | 15.010 (26,0%) | 14.352 (24,4%) |
| Азијати           | 15.489 (26,8%) | 15.400 (26,2%) |
| Хиспаноамериканци | 18.372 (31,8%) | 22.151 (37,7%) |
| Укупно            | 57.746         | 58.829         |